# Stanisław Turbański
Stanisław Turbański (ur. 29 kwietnia 1928 w Skoraszewicach, zm. 5 kwietnia 2006 w Warszawie) – polski dyplomata, ambasador w Iraku (1967–1972), Egipcie (1976–1979) i przy Biurze ONZ w Genewie (1984–1987).

## Życiorys
Maturę zdał w Liceum Ogólnokształcącym w Rawiczu (1948). Ukończył studia prawnicze na Uniwersytecie Poznańskim (1952).
W latach 1956–1990 pracował w Ministerstwie Spraw Zagranicznych, m.in. naczelnik wydziału w Departamencie Międzynarodowych Organizacji i dyrektor tamże. Pracował na placówkach w Waszyngtonie (1957–1959) i Chicago (1959–1963). W latach 1967–1972 był Ambasadorem PRL w Iraku, z akredytacją w Kuwejcie. Po powrocie dyrektor Departamentu V. W latach 1976–1979 Ambasador w Egipcie, z dodatkową akredytacją w Sudanie, Jemenie Północnym i Jemenie Południowym. W latach 1984–1987 Stały Przedstawiciel PRL przy Biurze Organizacji Narodów Zjednoczonych w Genewie.
Członek Związku Akademickiej Młodzieży Polskiej (w tym członek władz okręgowych ZAMP) Rady Naczelnej Zrzeszenia Studentów Polskich (w tym przewodniczący Komisji Okręgowej ZSP w Poznaniu oraz od stycznia 1951 sekretarz i wiceprzewodniczący Rady Naczelnej ZSR w Warszawie). W latach 1955–1956 należał także do Zarządu Głównego Związku Młodzieży Polskiej i kierował Wydziałem Młodzieży Studenckiej ZG ZMP.
Od stycznia 1948 należał do Polskiej Partii Socjalistycznej, a następnie do Polskiej Zjednoczonej Partii Robotniczej. W ramach PZPR pełnił funkcje: członka egzekutywy POP przy Radzie Naczelnej ZSP (1951–1955), w tym I sekretarza tamże (1952–1954), I sekretarza POP przy Ambasadzie w Waszyngtonie (1958–1959), II sekretarza (1966–1967) oraz członka (1972–1976, 1979–1980), w tym członka egzekutywy (1974–1976) Komitetu Zakładowego przy MSZ.
Odznaczony Krzyżem Kawalerskim (1967) oraz Krzyżem Oficerskim (1979) Orderu Odrodzenia Polski.
Syn Marcina i Weroniki. Pochowany na Cmentarzu Czerniakowskim w Warszawie.